# Sebastián Jaime
Sebastián Jaime (La Plata, 30 gennaio 1987) è un ex calciatore argentino, di ruolo attaccante.